# Загорова, Гана
Гана Загорова (чеш. Hana Zagorová; 6 сентября 1946[…], Острава или Petřkovice, Острава — 26 августа 2022[…], Прага) — чешская и чехословацкая певица, автор песен, актриса

 и ведущая.
Заслуженная артистка Чехословакии (1983). Почётный гражданин Прага 4.

## Биография
Родилась в семье инженера-строителя и учительницы. Впервые обратила на себя внимание как певица в 1963 году на конкурсе талантов Hledáme nové в Остраве.
Окончила Академию музыки имени Яначека в Брно в 1968 году. В том же году выпустила свой первый певческий сингл с песней Prý jsem zhýralá. В конце 1960-х годов стала чаще появляться на телевидении. Выступала с группой «Flamingo», на Остравском радио. С 1969 года выступала в Театрах «Аполлон» и «Семафор». Снималась в кино.
Одна из самых известных чешских певиц. За свою певческую карьеру стала вторым самым успешным лауреатом премии «Zlatý slavík» («Золотой соловей») в истории как певица, выиграв девять премий подряд в период с 1977 по 1985 год.
Исполнительница более 900 песен. Обладатель множество платиновых и золотых дисков. Получила ряд престижных наград и признаний за музыку и пение. Была одной из самой продаваемых чешских певиц. Свой последний студийный сольный альбом «Я не боюсь» выпустила в 2018 году.
В 2014 году была внесена в зал славы Anděl Music Awards.
Несколько десятилетий Загорова, наряду с Карелом Готтом и Геленой Вондрачковой, была лицом чехословацкой и чешской эстрады, а также неоднократно посещала с концертами СССР.
В июне 1989 года подписала обращение к руководству страны под названием «Несколько фраз». Инициаторы обращения —  диссиденты Вацлав Гавел, Александр Вондра, Станислав Девятый и Иржи Кржижан, подписанты «Хартии-77» — требовали освобождения политзаключенных и свободы слова. Она тут же стала мишенью нападков со стороны прессы и генсека Милоша Якеша. После этого певице запретили выступать. Она не поддалась давлению и не отозвала подпись.
Певица уже много лет боролась с заболеваниями крови, которые значительно обострились из-за перенесённого ковида.

## Дискография
Студийные альбомы
- Bludička (1971)
- Cesta ke štěstí (1976)
- Breviary of Love (1979)
- …tobě, tebe, ti (1979)
- Oheň v duši mé (1980)
- Střípky (1981)
- Světlo a stín (1982)
- Mimořádná linka (1983)
- Co stalo se stalo (1984)
- Sítě kroků tvých (1985)
- Náhlá loučení (1986)
- Živá voda (1988)
- Dnes nejsem doma (1990)
- Rozhovor v tichu (1991)
- Když nemůžu spát (1994)
- Já? (1998)
- Hanka (2001)
- Navěky zůstane čas (2003)
- Zloděj duší (2007)
- Vyznání (2014)
- O lásce (2016)
- Já nemám strach (2018)
- Przypisy
- Konečně společně. Hana Zagorová a Štefan Margita (2020)

DVD
- 2004 Hej, mistře basů — Lucerna 1999 — Multisonic
- 2004 Cesta ke štěstí — Supraphon, 2DVD
- 2007 Vzpomínaní — Supraphon
- 2011 Lucerna 2010 — Česká televize, 2DVD + 1CD
- 2011 Hogo fogo/nachytávky a duety — EMI
- 2016 Hana Zagorová 70 — Česká televize, DVD + CD